# Zdjęcie rentgenowskie klatki piersiowej

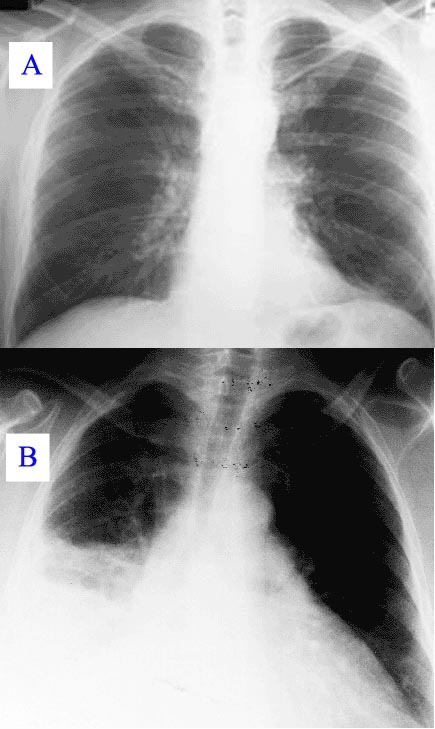
Na górze: prawidłowy radiogram klatki piersiowej; na dole: zapalenie płuc w przebiegu gorączki Q.

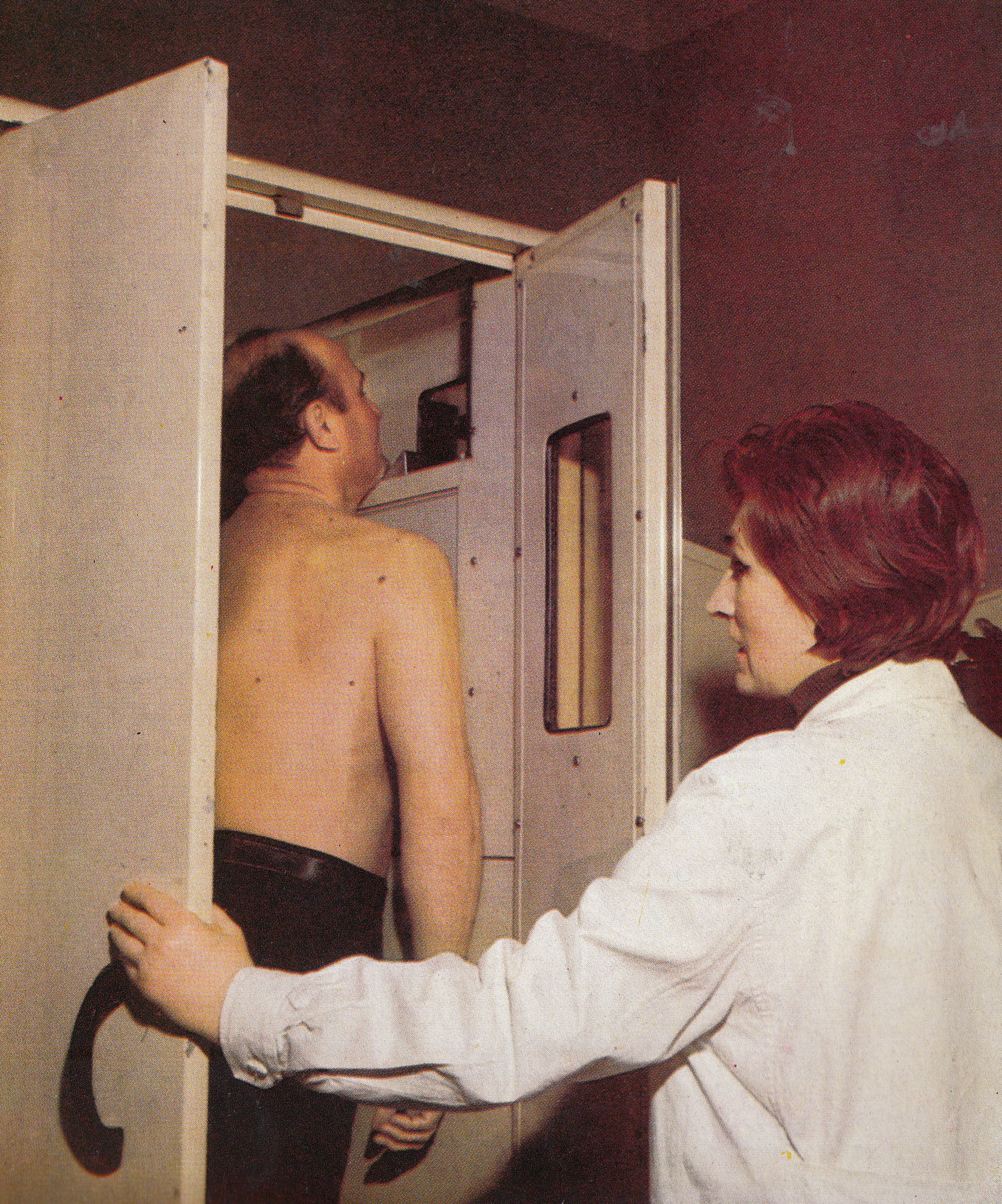
Wykonywanie zdjęcia rentgenowskiego klatki piersiowej w latach 70. XX wieku w Warszawie

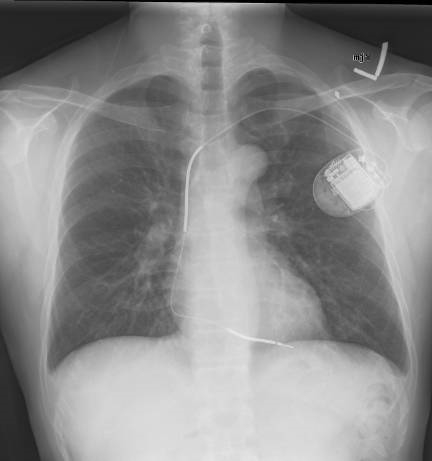
Wszczepialny kardiowerter-defibrylator serca na zdjęciu rentgenowskim klatki piersiowej

Zdjęcie rentgenowskie klatki piersiowej, radiogram klatki piersiowej, rtg klatki piersiowej (ang. chest X-ray) – badanie radiologiczne polegające na przepuszczeniu przez klatkę piersiową kontrolowanych dawek promieni rentgenowskich, rzutowanych na prostopadłą płaszczyznę z detektorem tych promieni. Rtg klatki piersiowej, tzw. zdjęcie przeglądowe, jest najczęściej wykonywanym badaniem rentgenowskim w medycynie i powinno być pierwszym diagnostycznym  badaniem u chorych z objawami choroby płuc. Badanie stanowi około 20% wszystkich badań obrazowych. Jest stosunkowo szybkie i łatwe do wykonania, niedrogie i charakteryzuje się niskim promieniowaniem (około 0,01–0,03 skutecznej dawki mSv dla ekspozycji p-a). Odpowiada to czasowi równoważnemu promieniowaniu tła (promieniowanie jonizujące, które pochodzi z naturalnych źródeł na ziemi, z kosmosu i z wnętrza człowieka) wynoszącemu około 10 dni.
Badanie RTG klatki piersiowej wykonuje się w celu wykrycia lub wykluczenia chorób układu oddechowego, narządów śródpiersia, opłucnej, oraz w ograniczonym zakresie szkieletu kostnego klatki piersiowej i serca. Wyniki badań radiologicznych klatki piersiowej dostarczają wielu wyników, które w dużym stopniu wpływają na decyzje diagnostyczne i terapeutyczne.

## Podstawy
Standardowe zdjęcie rentgenowskie klatki piersiowej wykonywane jest w projekcji tylno-przedniej. Niekiedy wykonuje się zdjęcie lewe boczne, rzadziej skośne. Czasem zdjęcie rentgenowskie wykonuje się po bezpośrednim podaniu doustnie środka cieniującego, celem lepszej oceny przełyku oraz śródpiersia.
Przenośne aparaty rentgenowskie często nie zapewniają zdjęć o optymalnej jakości dlatego powinno się z nich korzystać wyłącznie w stanach uniemożliwiających transport chorego do pracowni radiologicznej.

## Zalety badania
RTG klatki piersiowej jest często niezastąpionym badaniem diagnostycznym układu oddechowego: 
- pozwala ocenić upowietrzenie płuc
- różnicuje odmę, niedodmę, płyn w opłucnej
- pozwala wykryć zmiany w miąższu płuc (zapalne i nowotworowe)
- pozwala wykryć nieprawidłowości okolicznych węzłów chłonnych.

Badanie to umożliwia także pobieżną ocenę układu sercowo-naczyniowego, pozwala wyciągnąć wnioski na temat wydolności mięśnia sercowego oraz w sposób pośredni wnioskować na temat nasilenia zmian miażdżycowych w organizmie, a także o zmianach związanych z nadciśnieniem tętniczym.
Jest pomocne w diagnozowaniu następujących chorób:
- choroba niedokrwienna serca
- częstoskurcz komorowy
- niedomykalność zastawki mitralnej
- tetralogia Fallota
- nadciśnienie tętnicze wtórne
- zwężenie zastawki trójdzielnej
- niewydolność serca
- odma opłucnowa
- zapalenie trzustki
- przepuklina przeponowa
- tętniak aorty
- obturacyjna choroba płuc
- kardiomiopatia restrykcyjna
- krztusiec
- gruźlica
- zapalenie płuc
- zapalenie oskrzeli
- zapalenie wsierdzia
- chłoniak Hodgkina
- nerwica serca
- sarkoidoza

## Wskazania
Jest to badanie przydatne w identyfikacji nieprawidłowości w zakresie:
- schorzenia w obrębie klatki piersiowej dotyczące serca, miąższu płucnego, opłucnej, przepony, oraz wnęk
- obrażenia klatki piersiowej
- zaburzenia rozwojowe narządów klatki piersiowej
- ocena badania wykonywanego przed i po operacji klatki piersiowej
- badania okresowe